# アントン・クニューベル
アントン・クニューベル（Anton Knubel 、1857年 - 1915年9月8日）は、ドイツの自転車選手、発明家である。第一次世界大戦中に機体の羽布のかわりに透明な樹脂を張った透明な飛行機を製作した。
ミュンスターに生まれた。父親は鉄道員であった。兄弟とともに自転車選手となり1880年代のから1890年代のはじめに好成績をおさめ、1896年のアテネオリンピックに出場した。
兄弟と自転車工場を開き、発明の才に恵まれ、多くの特許を取得した。ミュンスターで最初に自動車を所有した1人となった。
ミュンスター近くのLoddenheideに航空研究所（Flugzeugbauanstalt ）を設立し、航空機の製作に乗り出した。透明な樹脂（Cellon ）を機体の羽布のかわりにはって、（骨組みは見えるが）透明なステルス機の元祖ともいえる航空機の試作をしたことが知られている。
1915年、飛行機のテスト飛行中に墜死した。